# نورمان هسو
نورمان هسو (بالإنجليزية: Norman Hsu)‏ هو شخصية أعمال أمريكي، ولد في أكتوبر 1951 في هونغ كونغ في الصين.

## وصلات خارجية
- نورمان هسو على موقع إن إن دي بي (الإنجليزية)